# Њу Лондон (Конектикат)
Њу Лондон (енгл. New London) град је у америчкој савезној држави Конектикат. По попису становништва из 2010. у њему је живело 27.620 становника.

## Демографија
Према попису становништва из 2010. у граду је живело 27.620 становника, што је 1.949 (7,6%) становника више него 2000. године.
| Група             | 2000.          | 2010.          |
| Белци             | 14.394 (56,1%) | 13.490 (48,8%) |
| Афроамериканци    | 4.784 (18,6%)  | 4.818 (17,4%)  |
| Азијати           | 544 (2,1%)     | 722 (2,6%)     |
| Хиспаноамериканци | 5.061 (19,7%)  | 7.815 (28,3%)  |
| Укупно            | 25.671         | 27.620         |